# UTC+11:30

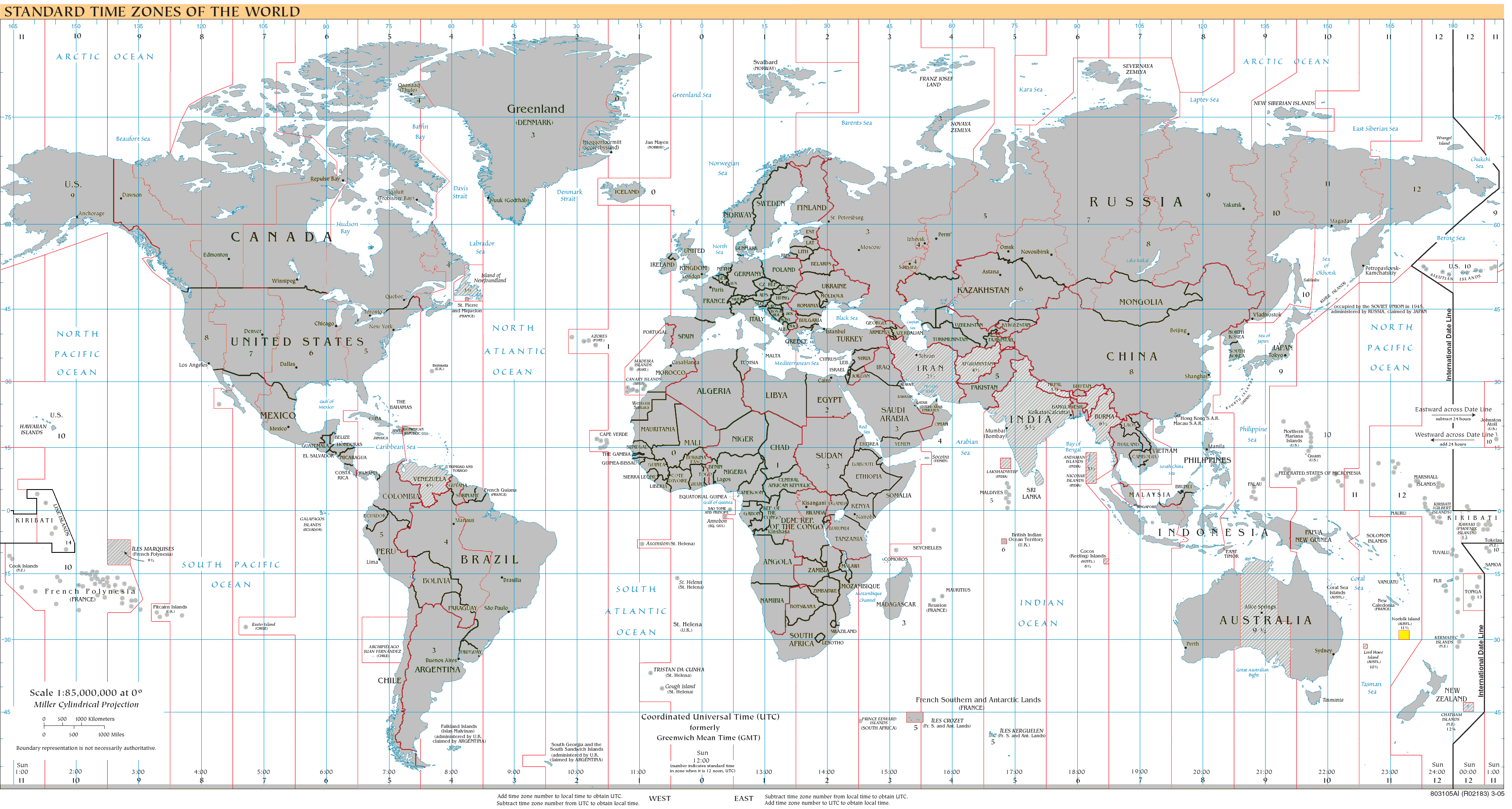
Az UTC+11:30 területei 2008-ban:

Az UTC+11:30 egy időeltolódás volt, amely 11 és fél órával volt előrébb az egyezményes koordinált világidőtől (UTC).

## Korábban ebbe az időeltolódásba tartozó területek

### Ausztrália és Óceánia
- Új-Zéland

1868. november 2-án Új-Zéland hivatalosan bevezetett egy országos időzónát, amely a k. h. 172° 30' hosszúsági körön alapult, és 11 és fél órával volt előrébb a Greenwichi középidőtől (New Zealand Mean Time; magyarul: Új-zélandi idő). 1946-ban váltottak a New Zealand Standard Time-ra (Új-zélandi téli idő, amely már az UTC+12-ben található. Utóbbit egyébként 1928-tól nyári időszámításként, 1941-től pedig állandó nyári időszámításként is használták. A hivatalos átállás UTC+12-re végül 1974-ben történt meg.
- Egyesült Királyság
  -  Norfolk-sziget (az Egyesült Királyság tengerentúli területe)

A Norfolk-sziget 2015. október 4-ig az UTC+11:30 időeltolódást használta, majd UTC+11-re állt át.

## Egykor ebbe az időeltolódásba tartozó időzónák
| Időzóna neve angolul               | Időzóna neve magyarul                | Időzóna rövidítése | Megjegyzés                                                                            |
| ---------------------------------- | ------------------------------------ | ------------------ | ------------------------------------------------------------------------------------- |
| New Zealand Mean Time              | Új-zélandi idő                       | NZMT               | Jelenleg New Zealand Standard Time (Új-zélandi téli idő) az UTC+12:00 időeltolódásban |
| Norfolk Time (Norfolk Island Time) | Norfolki idő (Norfolk-szigeteki idő) | NFT                | Jelenleg az UTC+11:00 időzónában található                                            |

## Fordítás
Ez a szócikk részben vagy egészben  az   UTC+11:30 című angol Wikipédia-szócikk ezen változatának fordításán alapul.  Az eredeti cikk szerkesztőit annak laptörténete sorolja fel. Ez a jelzés csupán a megfogalmazás eredetét és a szerzői jogokat jelzi, nem szolgál a cikkben szereplő információk forrásmegjelöléseként.